# عمر مرموش
عمر خالد محمد مرموش (مواليد 7 فبراير 1999) هو لاعب كرة قدم مصري، يلعب مع نادي مانشستر سيتي في الدوري الإنجليزي الممتاز و‌منتخب مصر لكرة القدم في مركز الجناح.

## مسيرته مع الأندية

### وادي دجلة
عمر مرموش بدأ مسيرته الاحترافية مع وادي دجلة في الدوري المصري الممتاز بتاريخ 8 يوليو 2016، حيثُ شارك كبديل في مباراة ضد نادي الاتحاد السكندري، والتي انتهت بفوز فريقه بنتيجة 3–2. لعب إجمالًا 16 مباراة في الدوري مع وادي دجلة وسجل هدفين، قبل أن ينتقل إلى نادي فولفسبورغ الثاني [الإنجليزية] في عام 2017.

### فولفسبورغ
في 26 مايو 2020، شارك مرموش لأول مرة مع نادي فولفسبورغ في الدوري الألماني خلال فوزهم 4–1 على باير ليفركوزن في ملعب باي أرينا. وقع عقده الاحترافي الأول مع النادي في 23 يونيو. وفي 5 أغسطس 2020، خاض أولى مبارياته الأوروبية خلال خسارة فريقه 3–0 (5–1 بمجموع المباراتين) أمام شاختار دونيتسك في دور الـ16 من الدوري الأوروبي. عاد مرموش إلى فولفسبورغ بعد موسمه الناجح في البوندسليغا مع شتوتغارت، وحصل على القميص رقم 33.

#### إف سي سانت باولي (إعارة)
في 5 يناير 2021، أُعير مرموش إلى نادي سانت باولي حتى نهاية الموسم. لعب 21 مباراة وسجل 7 أهداف مع النادي.

#### شتوتغارت (إعارة)
في 30 أغسطس 2021، انتقل مرموش إلى شتوتغارت على سبيل الإعارة حتى نهاية الموسم. سجل هدف التعادل في اللحظات الأخيرة أمام آينتراخت فرانكفورت في أول ظهور له. اختُير كأفضل لاعب شاب لشهر سبتمبر 2021 في الدوري الألماني. اختتم فترة إعارته مع شتوتغارت بتسجيل 3 أهداف في 21 مباراة.

#### العودة إلى فولفسبورغ
في 30 يوليو 2022، سجل مرموش أول أهدافه مع فولفسبورغ في مباراة الدور الأول من كأس ألمانيا ضد كارل زايس يينا. أحرز أول أهدافه في البوندسليغا مع الفريق في فوز 3–2 على فريقه السابق شتوتغارت. اختتم الموسم بمشاركته في 36 مباراة، مسجلًا 6 أهداف وصانعًا هدفًا واحدًا في جميع المسابقات.

### آينتراخت فرانكفورت
في 15 مايو 2023، أُعلن انضمام مرموش إلى آينتراخت فرانكفورت في صفقة انتقال حر، وارتدى القميص رقم 7.

#### موسم 2023–24
في 13 أغسطس 2023، سجل مرموش أول أهدافه مع فرانكفورت في فوز 7–0 على لوكوموتيف لايبزيغ ضمن الدور الأول من كأس ألمانيا. في 27 أغسطس 2023، أحرز أول أهدافه في البوندسليغا مع النادي في تعادل 1–1 أمام ماينز 05. سجل هدفه الأوروبي الأول من ركلة جزاء ضد أبردين في دوري المؤتمر الأوروبي.
مر مرموش بموسم استثنائي، حيث سجل 16 هدفًا في 37 مباراة، مما جذب اهتمام أندية الدوري الإنجليزي الممتاز مثل آرسنال وليفربول ونيوكاسل يونايتد وتوتنهام.

#### موسم 2024–25
ساهم مرموش بـ6 أهداف و3 تمريرات حاسمة في سبتمبر، ليحصل على جائزة لاعب الشهر في الدوري الألماني. سجل أهدافًا حاسمة ضد بوروسيا مونشنغلادباخ وهولشتاين كيل، متفوقًا على هاري كين كأفضل هداف في الدوري خلال تلك الفترة.
في الدوري الأوروبي، سجل أهدافًا حاسمة من ركلات حرة ضد بيشكتاش وسلافيا براغ وميتييلاند. اختتم النصف الأول من الموسم كثاني هداف في الدوري الألماني مسجلًا 15 هدفًا، محققًا رقمًا قياسيًا للنادي.
أنهى عمر مرموش النصف الأول من الدوري الألماني 2024–25 كثاني أفضل هداف في البطولة بعد هاري كين برصيد 15 هدفًا محققًا رقمًا قياسيًا جديدًا لناديه في مرحلة النصف الأول من الموسم متجاوزًا الرقم القياسي السابق الذي سجله ثيوفانيس غيكاس في موسم 2010–11.

### مانشستر سيتي
في 23 يناير 2025، أعلن نادي مانشستر سيتي، المشارك في الدوري الإنجليزي الممتاز، عن توقيع عقد مع عمر مرموش لمدة أربع سنوات ونصف مقابل مبلغ بلغ 59 مليون جنيه إسترليني.

## المسيرة الدولية
استُدعي عمر مرموش ضمن قائمة منتخب مصر تحت 20 سنة لكرة القدم في كأس الأمم الإفريقية تحت 20 سنة 2017 التي أُقيمت في زامبيا. لعب مباراتين في البطولة حيثٌ خرجت مصر من دور المجموعات.
كان مرموش مؤهلًا أيضًا للعب مع منتخب كندا، قبل أن يلعب رسميًا مع منتخب مصر في أكتوبر 2021.
في 8 أكتوبر 2021، شارك مرموش لأول مرة مع المنتخب المصري وسجل هدف الفوز الوحيد في مباراة انتهت بنتيجة 1–0 ضد ليبيا.
في 29 ديسمبر 2021، استُدعي مرموش ضمن قائمة منتخب مصر المكونة من 28 لاعبًا للمشاركة في كأس الأمم الإفريقية 2021. شارك في جميع مباريات مرحلة المجموعات الثلاث، وأيضًا في جميع مباريات الأدوار الإقصائية وصولًا إلى النهائي أمام السنغال والتي انتهت بخسارة مصر بركلات الترجيح 4–2.
في 19 مارس 2022، استُدعي مرموش للمشاركة في مباراتي مصر ضمن تصفيات كأس العالم 2022 – إفريقيا المرحلة الثالثة ضد السنغال. شارك في المباراتين، حيث خسر منتخب مصر بركلات الترجيح 3–1 ليخرج من المنافسة على التأهل لكأس العالم. في 27 سبتمبر، سجل مرموش الهدف الأول في مباراة ودية فازت فيها مصر على ليبيريا 3–0.
في 24 مارس 2023، سجل مرموش الهدف الثاني لمصر في مباراة انتهت بالفوز 2–0 على مالاوي ضمن تصفيات كأس الأمم الإفريقية 2023. بعد أربعة أيام، سجل في مباراة الإياب التي انتهت بفوز مصر 4–0. خلال كأس الأمم الإفريقية 2023، سجل مرموش هدف التعادل في مباراة انتهت 2–2 ضد غانا، مما ساعد مصر على التأهل لدور الـ16.

## الحياة الشخصية
بالإضافة إلى جنسيته المصرية يحمل عمر مرموش الجنسية الكندية بفضل والديه المصريين الكنديين الذين عاشوا في كندا لمدة ست سنوات قبل أن يعودوا للاستقرار في القاهرة حيثُ نشأ مرموش وبدأ لعب كرة القدم في أكاديمية وادي دجلة للشباب.

## الإحصائيات
آخر تحديث في 14 يناير 2025

### مع الأندية
| الفريق             | الموسم   | الدوري                         | الدوري  | الدوري | الكأس   | الكأس | البطولات القارية | البطولات القارية | الإجمالي | الإجمالي |
| الفريق             | الموسم   | الدرجة                         | مشاركات | أهداف  | مشاركات | أهداف | مشاركات          | أهداف            | مشاركات  | أهداف    |
| ------------------ | -------- | ------------------------------ | ------- | ------ | ------- | ----- | ---------------- | ---------------- | -------- | -------- |
| وادي دجلة          | 2015–16  | الدوري المصري الممتاز          | 1       | 0      | 0       | 0     | —                | —                | 1        | 0        |
| وادي دجلة          | 2016–17  | الدوري المصري الممتاز          | 15      | 2      | 2       | 1     | —                | —                | 17       | 3        |
| وادي دجلة          | المجموع  | المجموع                        | 16      | 2      | 2       | 1     | —                | —                | 18       | 3        |
| فولفسبورغ ب        | 2017–18 ‏ | ريجيوناليجا نورد               | 14      | 1      | —       | —     | —                | —                | 14       | 1        |
| فولفسبورغ ب        | 2018–19 ‏ | ريجيوناليجا نورد               | 5       | 0      | —       | —     | —                | —                | 5        | 0        |
| فولفسبورغ ب        | 2019–20 ‏ | ريجيوناليجا نورد               | 15      | 9      | —       | —     | —                | —                | 15       | 9        |
| فولفسبورغ ب        | 2020–21  | ريجيوناليجا نورد               | 2       | 1      | —       | —     | —                | —                | 2        | 1        |
| فولفسبورغ ب        | المجموع  | المجموع                        | 36      | 11     | —       | —     | —                | —                | 36       | 11       |
| فولفسبورغ          | 2019–20  | الدوري الألماني                | 5       | 0      | 1       | 0     | 1                | 0                | 7        | 0        |
| فولفسبورغ          | 2020–21  | الدوري الألماني                | 1       | 0      | 2       | 0     | —                | —                | 3        | 0        |
| فولفسبورغ          | 2021–22  | الدوري الألماني                | 2       | 0      | 0       | 0     | —                | —                | 2        | 0        |
| فولفسبورغ          | 2022–23  | الدوري الألماني                | 33      | 5      | 3       | 1     | —                | —                | 36       | 6        |
| فولفسبورغ          | المجموع  | المجموع                        | 41      | 5      | 6       | 1     | 1                | 0                | 48       | 6        |
| سانت باولي (إعارة) | 2020–21  | الدوري الألماني الدرجة الثانية | 21      | 7      | 0       | 0     | —                | —                | 21       | 7        |
| شتوتغارت (إعارة)   | 2021–22  | الدوري الألماني                | 21      | 3      | 0       | 0     | —                | —                | 21       | 3        |
| آينتراخت فرانكفورت | 2023–24  | الدوري الألماني                | 29      | 12     | 3       | 1     | 9                | 4                | 41       | 17       |
| آينتراخت فرانكفورت | 2024–25  | الدوري الألماني                | 17      | 15     | 3       | 1     | 6                | 4                | 26       | 20       |
| آينتراخت فرانكفورت | المجموع  | المجموع                        | 46      | 27     | 6       | 2     | 15               | 8                | 67       | 37       |
| مانشستر سيتي       | 2024–25  | الدوري الإنجليزي الممتاز       | 0       | 0      | 0       | 0     | 0                | 0                | 0        | 0        |
| الإجمالي           | الإجمالي | الإجمالي                       | 181     | 55     | 14      | 4     | 16               | 8                | 211      | 67       |

1. ↑  تشمل كأس مصر، كأس ألمانيا
2. 1 2  المباريات في الدوري الأوروبي
3. ↑  المباريات في دوري المؤتمر الأوروبي

## روابط خارجية
- عمر مرموش على موقع الاتحاد الأوربي (الإنجليزية)
- عمر مرموش على موقع إي إس بي إن إف سي (الإنجليزية)
- عمر مرموش على موقع قاعدة بيانات كرة القدم.إي يو (الإنجليزية)
- عمر مرموش على موقع بيانات كرة القدم. دي إي (الألمانية)
- عمر مرموش على موقع ليكيب (الفرنسية)
- عمر مرموش على موقع ناشيونال فوتبول تيمز (الإنجليزية)
- عمر مرموش على موقع Soccerbase.com (لاعب) (الإنجليزية)
- عمر مرموش على موقع Soccerway.com (الإنجليزية)
- عمر مرموش على موقع عالم كرة القدم.نت (الإنجليزية)
- عمر مرموش على موقع كووورة